# Río Negro, Ecuador
Río Negro är ett vattendrag i Ecuador.   Det ligger i provinsen Morona Santiago, i den centrala delen av landet, 280 km söder om huvudstaden Quito.